# Траун, Отто Фердинанд фон
Отто Фердинанд, граф фон Абенсперг унд Траун (нем. Otto Ferdinand Graf von Abensperg und Traun, 27 августа 1677 — 18 февраля 1748) — австрийский фельдмаршал, губернатор Миланского герцогства.

## Биография
Окончил университет в Галле. Вместе с бранденбургскими войсками отправился в Нидерланды, где в 1695 году принял участие в осаде Намюра. Во время войны за испанское наследство в составе габсбургских войск воевал на Рейне и в Италии, в 1709 году стал адъютантом фельдмаршала Гвидо фон Штаремберга. Когда имперские войска покинули Испанию, он в 1713 году возглавил полк в Ломбардии. В 1718 году, когда началась новая война, был с ним переброшен в Неаполь, где под командованием фельдмаршала Мерси участвовал в экспедиции на Сицилию в 1719 году. В 1723 году был произведён в генерал-майоры, а в 1733 году стал фельдмаршал-лейтенантом.
Когда началась война за польское наследство, он был в 1734 году послан в Неаполитанское королевство чтобы противостоять вторжению Бурбонов. После эвакуации из Капуи, где он выдержал шестимесячную осаду, был направлен на подавление восстания в Венгрии. Затем император Карл VI направил его губернатором в Миланское герцогство, а после смерти императора Карла императрица Мария Терезия произвела его в фельдмаршалы.
Когда война за австрийское наследство распространилась на Ломбардию, он сразился с испанцами при Кампо-Санто, а затем был переброшен на Рейн. Поражения от Фридриха II в Богемии потребовали быстрых действий, и Траун, пройдя форсированным маршем через Эльзас и Верхний Пфальц, с помощью ловкого маневрирования сумел вытеснить прусские войска из Богемии без единого сражения; впоследствии Фридрих II назвал Трауна одним из мастеров искусства войны. В 1745 году он смог отбросить французов, что сделало возможным коронацию супруга Марии Терезии во Франкфурте.

## Семья и дети

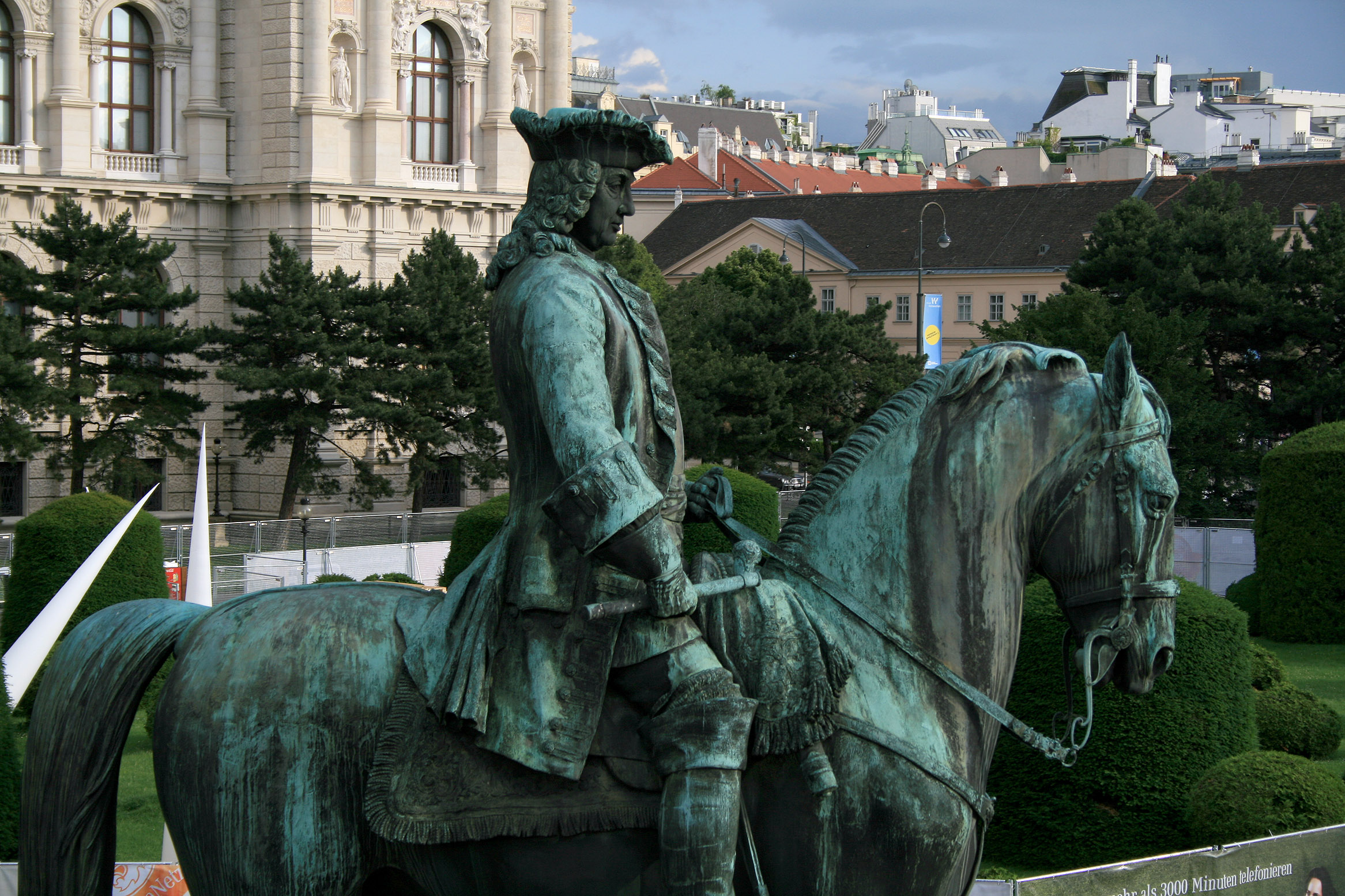
Памятник Отто фон Трауну в Вене (часть памятника Марии Терезии)

Был женат дважды. Первая жена — Фульвия Юлиана Полапина, графиня Куса-Фалетти, вторая жена — Мария Сидония Фрайин фон Хиндерер. Единственный сын Карл Иосиф (1719—1747) умер ещё при жизни отца.